# 佐野瑞樹 (俳優)
佐野 瑞樹（さの みずき、1973年9月26日 - ）は、日本の俳優、タレント、舞台演出家、劇作家、元ジャニーズJr.。
静岡県出身。弟は俳優の佐野大樹。

## 来歴
1991年、ジャニーズ事務所に入所。1995年からはジャニーズSr.として活動し、1996年まで光GENJI・SMAP・V6・KinKi Kidsのバックダンサーを務めた。
2011年に兄弟での演劇プロデュースユニット・WBB（WATER BIG BROTHERS）を結成。瑞樹の“みず＝WATER”、大樹の“だい＝BIG”からとられた。2013年4月の舞台WBB vol.4「川崎ガリバー」で初演出を務める。
2018年12月31日、契約満了につき45歳でジャニーズ事務所を退所。
2019年1月27日に公式Youtube「TV佐野瑞樹」を開設。2月1日にTwitterを開始した。
2021年、WBBとして新たなプロジェクト「side ZERO」（無料公演企画）をスタートさせる。そののちに「sitcomLab」と改称し、2023年から「客席半分無料開放」で舞台公演を開催する活動へ発展させる。

## 人物
漫画『花ざかりの君たちへ』の登場人物・佐野泉のモデルとして知られる。
グループに所属したりCDデビューなどはしていないものの、ジャニーズ事務所とタレント契約を結びジャニーズJr.の最年長という立場で主に舞台俳優として芸能活動を続けてきた。2013年9月26日に40歳の誕生日を迎えた時は「40代のジャニーズJr.誕生」とインターネット上で話題になり、2015年10月15日には所属事務所サイト「Johnny's net」でジャニーズJr.から独立して単独ページが設置される。のちに本人はこれらについて、すでに20代後半から役者として活動していたためJr.としての肩書はその頃にいつのまにかなくなっており、随分前からJr.としての自覚はなかったため逆に驚いたと明かしている。
2022年までは演劇集団イヌッコロで、羽仁修の名義で劇作家・演出家として活動もしていた。

## 出演

### テレビドラマ
- 味いちもんめ（1995年1月12日 - 3月16日、テレビ朝日）祐介 役
- SALE!（1995年4月18日 - 6月27日、テレビ朝日）近藤浩二 役
- 金田一少年の事件簿シリーズ（1995年 - 1997年、日本テレビ）真壁誠 役[20]
  - 学園七不思議殺人事件（1995年4月8日）
  - 第1シリーズ（1995年7月15日 - 9月16日）
  - 雪夜叉伝説殺人事件（1995年12月28日）
  - 第2シリーズ（1996年7月13日 - 9月14日）
  - 永久保存版 金田一少年の事件簿（1996年9月21日）
  - お笑い 金田一少年の事件簿（1997年4月12日）
- Vの炎（1995年10月9日 - 11月2日、フジテレビ）本人 役
- 花嫁は16才!（1995年10月16日 - 12月18日、テレビ朝日）立花大介 役
- 誰かが誰かに恋してる（1996年3月29日、TBS）おおのひろし 役
- START（1996年7月17日、フジテレビ）
- 学校の怪談R「ひとりぼっちの同窓会」（1996年7月20日、関西テレビ）吉橋勲 役
- 少年サスペンス 第5話「保健室に見た恐怖!」（1998年6月4日 - 6月18日、テレビ朝日）主演 カオル 役
- 神様、何するの（2003年12月5日、フジテレビ）
- 警視庁捜査ファイル さくら署の女たち（2007年7月25日、テレビ朝日）峯村敦彦 役
- 向田邦子新春ドラマスペシャル「花嫁」（2012年1月2日、TBS）片倉良一 役
- 明日の光をつかめ -2013 夏-（2013年7月18日 - 7月22日、東海テレビ）樋口隼人 役
- 金曜プレステージ「女医・倉石祥子3 〜死の最終診断〜」（2014年6月13日、フジテレビ）川上実男 役
- 水曜ミステリー9「特命おばさん検事! 花村絢乃の事件ファイル」（2014年、テレビ東京） - 三田村雄二

### 映画
- 心霊（1996年）タカ 役
- 金田一少年の事件簿 上海魚人伝説（1997年）真壁誠 役

### テレビ
- アイドルオンステージ（1995年 - 1996年、NHK BS2）
- BANG! BANG! BANG!（1996年1月 - 9月、フジテレビ）
- キスした？つよちゃん（1996年4月9日、ABCテレビ系列）
- 金田一はじめの証言! 実はあれは○○だ?!（1996年9月14日、日本テレビ）
- 芸術劇場「そのまま!」（2005年5月8日、NHK教育テレビ）

### バラエティ
- ウンナン宇宙征服宣言（1994年、日本テレビ）
- 発見!地球ミステリーきたろう・柴田理恵の不思議46億年大旅行・蒲郡の休日化石の魅力とは（1999年10月9日、中京テレビ）
- 世界ウルルン滞在記（2004年5月23日・2005年6月5日、毎日放送）

### テレビアニメ
- るろうに剣心 -明治剣客浪漫譚-（1996年） - 警官 役
- ケロケロちゃいむ（1997年） - マカエル役

### 舞台
外部出演
- 少年隊主演 SHOW劇'92 MASK（1992年5月、日生劇場）
- 美少女戦士セーラームーン（1993年8月、ゆうぽうと簡易保険ホール）地場衛/タキシード仮面 役
- 姫ちゃんのリボン（1993年12月3日 - 26日、博品館劇場）支倉浩一 役
- 春を待つ家（1994年1月9日 - 26日、三越劇場）富永章一 役
- 花いろの家（1996年10月10日 - 25日、三越劇場）時枝源之祐 役
- 水色時代（1996年12月20日 - 1997年1月5日、博品館劇場 / 1月11日 - 15日、新神戸オリエンタル劇場）橋本識人 役
  - 水色時代再演（1997年8月15日 - 26日、博品館劇場）橋本識人 役

- わが町（1997年12月2日 - 21日、銀座セゾン劇場）ジョージ・ギブス 役
- 春待ち草（1998年1月4日 - 25日、三越劇場）通太郎 役
- 夜の辛夷（1998年10月9日 - 25日、三越劇場）幸太 役
- 発明BOYカニパン（1998年12月23日 - 1999年1月15日、東京・大阪）主演・カニパン 役
- フォーティンブラス（1999年5月8日 - 30日、天王州 T.Y.ハーバーシアター）フォーティンブラス 役
  - フォーティンブラス 再演（2002年4月27日 - 5月5日、ル・テアトル銀座）フォーティンブラス 役

- みだれ髪-与謝野晶子と鉄幹-（1999年10月2日 - 28日、新橋演舞場）鳳籌三郎 役
- 私だって!〜跳ぶなら今、キネマの美女の物語〜（2000年1月3日 - 23日、三越劇場）小松大吉 役
- きみはいい人・チャーリー・ブラウン（2000年9月26日 - 10月15日、博品館劇場）ライナス 役
  - きみはいい人・チャーリー・ブラウン 再演（2001年2月16日 - 3月31日、全国21か所）ライナス 役

- 腕におぼえあり（2000年12月1日 - 25日、明治座）平沼静之進 役
- 松平健ー正月特別公演ー（2001年1月2日 - 27日、御園座）紀州職景 役（架空の人物）
- 幸福御礼（2001年9月2日 - 26日、名鉄ホール）大鷹明誠 役
- 冬の運動会（2001年11月2日 - 27日、新橋演舞場）船久保公一 役
- 夢みる女（2002年2月1日 - 17日、三越劇場 / 3月7日 - 21日、名鉄ホール）田所陽一 役
- 嫁も姑も皆幽霊（2002年8月10日 - 25日、三越劇場）佐久間優 役
  - 嫁も姑も皆幽霊 再演（2004年8月、名鉄ホール）佐久間優 役

- 妻たちの鹿鳴館（2002年11月1日 - 26日、明治座）末松謙澄 役
- 墓場なき死者（2003年1月29日 - 2月2日、紀伊國屋ホール）フランソワ 役
- 江戸っ子芸者 夢奴奮闘記（2003年4月10日 - 24日・5月10日 - 25日、三越劇場・名鉄ホール）山本太陽 役
- コミックジャック（2003年7月2日 - 6日、彩の国さいたま芸術劇場）主演 天辺麻人役
- 人情喜劇おもろい町（2003年8月20日 - 10月11日、全国公演）牧野トオル 役
- 空のかあさま（2003年11月2日 - 26日、名鉄ホール）上山正祐 役
- ラブ・レター（2004年2月12日 - 3月9日、全国公演）サトシ 役
  - ラブ・レター 再演（2006年6月24日 - 7月2日、博品館劇場）サトシ 役

- 劇場の神様 - 極付 丹下左膳 -（2005年1月 - 2月、東京・京都・名古屋）近藤膳一・柳生源三郎 役
- 午後の遺言状（2005年5月 - 6月、全国公演）西岡大五郎 役
- 赤い夕陽のサイゴン★ホテル（2005年8月 - 9月、東京・大阪・名古屋）グエン 役
- 42丁目のキングダム（2005年11月11日 - 27日、アートスフィア）田代マコト・大田黒公平 役
- 極楽ホームへいらっしゃい（2007年4月13日 - 27日、三越劇場）如月冬馬 役
- 30-DELUX Action Club MIX『シェイクス』（2007年10月4日 - 14日、東京 / 10月19日 - 21日、大阪）主演　江口久之 役
- トライフル（2008年2月6日 - 10日、全労済ホールスペース・ゼロ）主演 皆川優吾 役
- アプローズ 〜映画『イヴの総て』より〜（2008年9月6日 - 10月3日、シアターBRAVA!・東京グローブ座）ドゥエイン 役
  - アプローズ〜映画『イヴの総て』より〜 再演（2010年1月8日 - 3月2日）ドゥエイン 役
  - アプローズ 〜映画『イヴの総て』より〜再々演（2011年1月15日 - 3月7日、10月4日）ドゥエイン 役

- TWIN-BEATプロデュース『アヴェ・マリターレ！』（2009年1月28日 - 2月1日、全労済ホールスペース・ゼロ）安部時男 役
- 30-DELUX Action Club MIX『ナナシ』（2009年6月10日 - 14日、全労済ホールスペース・ゼロ / 6月20日 - 21日、テレピアホール / 6月26日 - 27日、松下IMPホール）主演 服部半蔵 役
- TWIN-BEATプロデュース『真夏論 -macaron-』（2009年7月25日 - 8月2日、新宿村LIVE）主演 本間カズキ 役　
- 石井ふく子三越名作劇場 - 向田邦子生誕八十年記念公演 『母の贈物』（2009年10月4日 - 13日、三越劇場 / 10月15日 - 16日、北國新聞赤羽ホール / 17日、福井市文化会館 / 18日、パティオ池鯉鮒かきつばたホール / 19日 - 20日、いわき芸術文化交流館アリオス大ホール / 22日、福岡国際会議場メインホール）和歌森正明 役
- 世界征服の作り方（2010年6月2日 - 6日、座・高円寺2）大神健二 役
- LEMON LIVE Vol.7 「遺産相続。」（2010年10月23日 - 11月3日、下北沢駅前劇場）諏訪恵太 役
- トライフルエンターテインメントプロデュース「KEEP OUT!〜勝手にアジトにしないで下さい〜」（2011年6月1日 - 5日、シアターサンモール / 6月11日 - 12日、テレピアホール）遠山憲一郎 役
- 女たちの忠臣蔵（2012年1月2日 - 28日、明治座 / 2月3日 - 24日、新歌舞伎座）大石瀬左衛門 役
  - 女たちの忠臣蔵 再演（2013年5月6日 - 26日、博多座）大石瀬左衛門 役

- トライフルエンターテインメントプロデュース「Panelist Drive」（2012年5月30日 - 6月3日、シアターサンモール）伊刈研一 役
- 瀧廉太郎の友人、と知人とその他の諸々（2014年1月9日 - 11日、青山一丁目・草月ホール）
  - 瀧廉太郎の友人、と知人とその他の諸々（2015年1月28日 - 2月1日、草月ホール） - 野口 役

- ウエアハウス〜Small Room〜（2017年10月8日 - 11月7日、アトリエファンファーレ高円寺）エノモト 役
- 桃山ビート・トライブ〜再び、傾かん〜（2019年6月14日 - 16日、京都劇場 / 6月21日 - 7月1日、EX THEATER ROPPONGI）石田三成 役
- シザーブリッツ・オーセンティックステージ 舞台「キャッシュ・オン・デリバリー」（2019年10月10日 - 14日、品川プリンスホテル クラブeX）主演
- 冒険者たちのホテル〜ドラゴンクエストXに集いし仲間たち〜（2019年12月18日 - 26日、俳優座劇場）出演（マネージャー 役）・演出
- 青春舞台「1518! イチゴーイチハチ！」（2021年2月17日 - 23日、シアターグリーン BIG TREE THEATER）
  - 青春舞台「1518! イチゴーイチハチ！」2023（2023年6月21日 - 25日、シアターサンモール）出演・演出 - 丸山稔幸 役

- ポンコツ武将列伝〜隣の城のアイツ〜（2020年3月11日 - 15日、CBGKシブゲキ!!）出演・演出
- まわれ！無敵のマーダーケース!!（2021年5月26日 - 30日、博品館劇場）
- 舞台「かげきしょうじょ!!」（2023年10月18日 - 22日、こくみん共済 coop ホール / スペース・ゼロ） - 安道守 役
  - 舞台「かげきしょうじょ!!」第3章 The Final（2025年11月1日 - 5日〈予定〉、三越劇場）

- お暇をどうぞ（2024年11月14日 - 12月1日、シアターサンモール）
- 「多重面奏」-町田慎吾30周年記念公演-（2024年11月15日〈予定〉、シアター・アルファ東京）

*pnish*
- vol.8「ワンダーボックス」（2006年9月21日 - 26日、サンシャイン劇場）主演 神童敦志 役
- vol.10「サムライモード」（主演、2008年6月11日 - 15日、銀河劇場 / 6月20日 - 21日、シアター・ドラマシティ）羽生凌明 役
- vol.13「トラベルモード〜三銃士とダルタニャンにちなむ知られざる秘話〜」（2014年3月3日 - 9日、紀伊國屋サザンシアター）演出
- vol.16「*pnish*」（2021年6月17日 - 7月4日、赤坂RED/THEATER）

WBB
奇数回は兄の瑞樹が企画を手掛ける「Side-W」、偶数回は弟の大樹が企画を手掛ける「Side-B」。
- vol.1 「サムライ・ナイト・フィーバー」 （2011年8月10日 - 14日、SPACE107）竹田勘左衛門 役
- vol.2 「プレイスター」（2012年4月25日 - 5月6日、全労済ホールスペース・ゼロ）銅座健司 役
- vol.3 「苦闘のラブリーロバー」（2012年12月18日 - 12月25日、赤坂RED/THEATER）ひろっち 役
- vol.4「川崎ガリバー」（2013年4月20日 - 28日、青山円形劇場）由井正雪 役 （声のみ出演）および演出
- vol.7「バリスタと恋の黒魔術」（2014年11月8日 - 16日、赤坂RED/THEATER）
- vol.8「ネバー×ヒーロー」（2015年6月26日 - 30日、東京芸術劇場シアターウエスト / 7月4日 - 5日、ナレッジシアター）
- vol.9「殺意は月夜に照らされて」（2015年11月14日 - 23日、赤坂RED/THEATER）
- vol.10「懲悪バスターズ」（2016年5月19日 - 22日、東京芸術劇場プレイハウス / 5月28日・29日、新神戸オリエンタル劇場）主演・館合 役
- vol.11「スペーストラベロイド」（2016年12月3日 - 11日、赤坂RED/THEATER）
- vol.12「ミクロワールド・ファンタジア」（2017年7月26日 - 8月1日、紀伊國屋サザンシアター TAKASHIMAYA / 8月4日 - 6日、ナレッジシアター）松田元太とW主演
- vol.14「Secret code〜幻のゲームオーバー〜」（2018年7月20日 - 22日、新神戸オリエンタル劇場 / 7月24日 - 31日、紀伊國屋サザンシアター TAKASHIMAYA）
- vol.17「川崎ガリバー once again」（2020年9月25日 - 10月1日、こくみん共済 coop ホール／スペース・ゼロ）演出
- vol.18「恋するアンチヒーロー」（2021年9月4日 - 12日、赤坂RED/THEATER）
- vol.19「ウエスタンモード」（2021年12月21日 - 28日、こくみん共済coopホール/スペース・ゼロ） - ホーキンス 役
- vol.20「バンクパック」（2022年6月7日 - 13日、紀伊國屋サザンシアター TAKASHIMAYA）
- vol.20.5「ギャングアワー」（2022年10月5日 - 9日、シアター・アルファ東京）
- vol.21「いえないアメイジングファミリー」（2022年12月21日 - 24日、俳優座劇場）
- vol.21「『いえないアメイジングファミリー』～聖なる夜のアメイジング朗読劇～」（2022年12月25日、俳優座劇場）
- vol.22「スパイのスパイス」（2023年5月13日 - 21日、あうるすぽっと）
- vol.23「スパイラルスパイ」（2023年7月10日 - 17日、紀伊國屋サザンシアター TAKASHIMAYA） - 阿良池一 役
- vol.24「幻のイントルーダー」（2023年11月22日 - 12月3日、赤坂RED/THEATER）
- vol.25「バンクパック」（2024年6月1日 - 10日、紀伊國屋サザンシアター TAKASHIMAYA]） - 悪魔 役
- vol.26「サムライモード」（2025年6月4日 - 9日、紀伊國屋サザンシアター TAKASHIMAYA / 6月13日 - 15日、AiiA 2.5 Theater Kobe）出演・演出 - 羽生賢明 役 

### イベント
- 佐野瑞樹バースデーイベント「ただ喋るだけです。」（2019年9月28日、Half Moon Hall）[58]
- 佐野瑞樹トークイベント「ただ喋るだけです。#2」（2020年9月26日、関交協ハーモニックホール）[59]
- WBB side ZERO 佐野瑞樹トークイベント「ただ喋るだけです。#3」（2021年6月5日、音部屋スクエア）[12]

### CM
- 不二家
  - 「クリスマスケーキ」（1994年）
  - 「不二家ペコちゃんのほっぺ」（1994年）
  - 「不二家生シュークリームinカスタードシュークリーム」（1995年）

### ラジオ
- V6・ジャニーズJr.のカミセンミュージアム（1997年2月16日-19日 ニッポン放送）
- ジュニア×ジュニア（1998年3月-1999年10月 ニッポン放送）レギュラー

### ラジオドラマ
- 10-NIGHTS STORIES（2003年2月17日 - 28日、TOKYO FM）刑事 役

## 作品

### 舞台（制作）
- リバースヒストリカ（2021年1月13日 - 17日、新宿村LIVE） - 演出[60]
- ハッピーハードラック（2021年3月24日 - 28日、シアターグリーン BIG TREE THEATER） - 演出[61]
- 舞台「アサルトリリィ・御台場女学校編 -The Singular Ability-」（2021年8月20日 - 29日、紀伊國屋ホール） - 演出
- 舞台「アサルトリリィ Lost Memories」（2022年1月20日 - 30日、サンシャイン劇場） - 演出
- 舞台「アサルトリリィ・御台場女学校編 -The Empathy Phenomenon-」（2022年2月17日 - 28日、紀伊國屋サザンシアター） - 演出
- 舞台「ヲタクに恋は難しい」（2022年5月11日 - 15日、新宿シアターサンモール）- 演出
- ドラマチックライブステージ「アイドルマスター SideM」（2022年6月、天王洲 銀河劇場） - 脚本[62]
- THE SHOW TIME 2nd STAGE（2022年7月1日 - 10日、シアターグリーン BIG TREE THEATER）- 演出[63]
- 舞台「アサルトリリィ・御台場女学校 -The Battle to Overcome-」（2023年2月3日 - 12日、こくみん共済 coop ホール / スペース・ゼロ）- 演出[64]
- 苦闘のラブリーロバー（2023年10月4日 - 9日、シアターサンモール） - 脚本・演出[65]
- かげきなデイリープレイス（2024年9月18日 - 22日、ザ・ポケット） - 脚本・演出・出演[66]